# Jokūbas Morkūnas
Jokūbas Morkūnas (pol. Jakub Markowicz) (ur. ok. 1550, zm. ok. 1611) – pierwszy potwierdzony źródłowo litewski drukarz, księgarz i introligator działający w Wilnie, tłumacz i pisarz oraz działacz reformacyjny.

## Życiorys

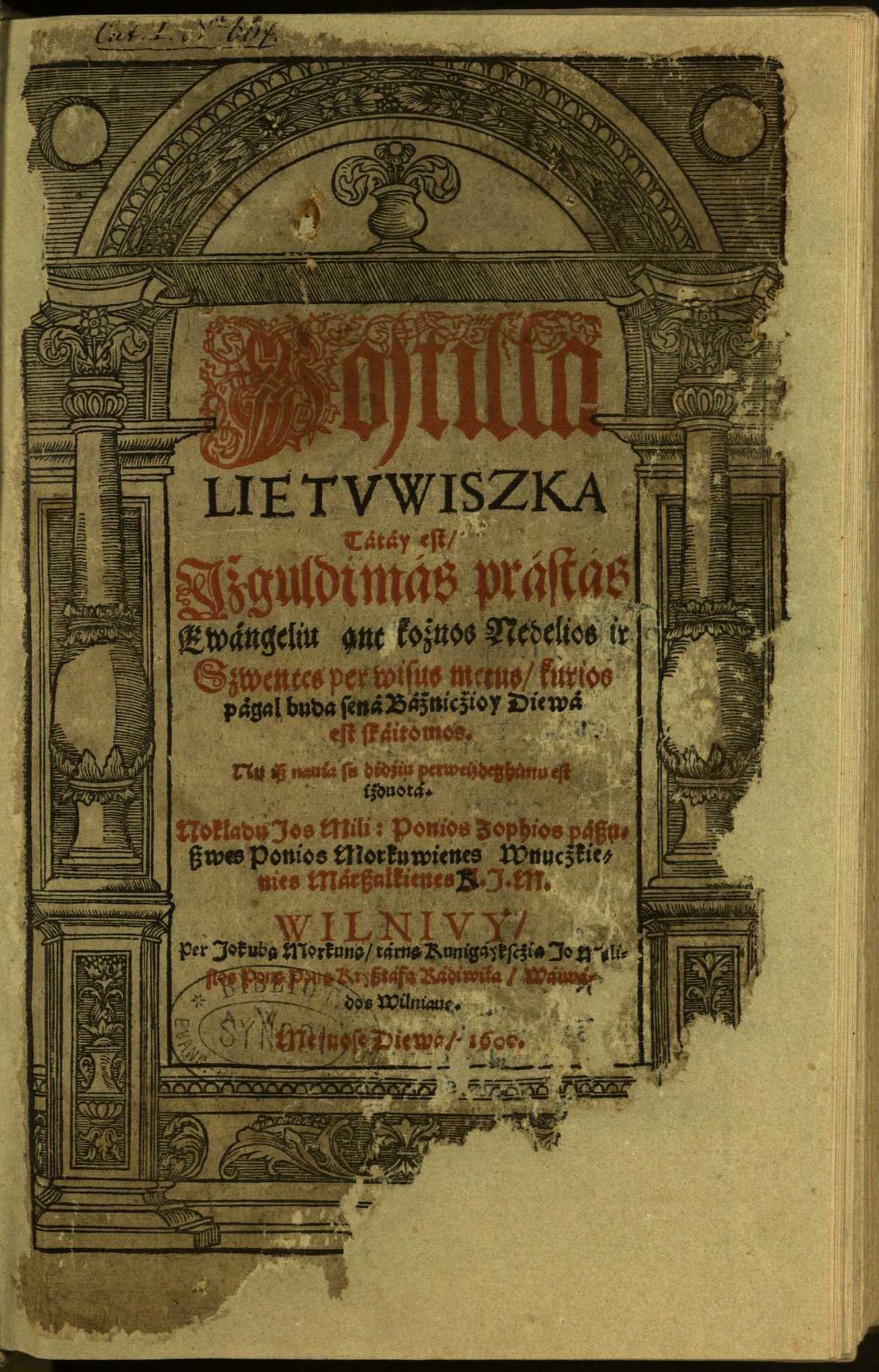
Postilla lietuwiszka prawdopodobnie przetłumaczona z języka polskiego przez Morkūnasa i wydana przez jego oficynę w roku 1600

Podjął studia uniwersyteckie na Albertynie, która w połowie XVI wieku była ośrodkiem edukacyjnym młodzieży protestanckiej z terenów Korony i Litwy (wśród pierwszych studentów uczelni pięciu pochodziło z ziem litewskich). W Królewcu Morkūnas pobierał również nauki w zakresie drukarstwa oraz sztuki przekładu. Po powrocie ze studiów prowadził w Wilnie warsztat introligatorski i drukarnię .
Był gorliwym protestantem (ewangelikiem reformowanym), związanym z hetmanem Krzysztofem Radziwiłłem, zwanym Piorunem i publikującym dzieła polemiczne wobec katolicyzmu. Narażony na fizyczne ataki miejscowej młodzieży, po próbie zamachu na swoje życie, w roku 1597 wniósł do sądu skargę przeciwko niedoszłemu zabójcy, którym był student Akademii Wileńskiej. Przypuszczalnie w latach 1607–1611 podburzeni przez jezuitów studenci zdemolowali jego oficynę wydawniczą. Po roku 1611, gdy zniszczono budynek zborowy, szkołę i archiwum Jednoty Litewskiej w Wilnie, ewangelicy nie mieli już ani jednej własnej drukarni w stolicy Wielkiego Księstwa Litewskiego.

## Działalność zawodowa
Wileński warsztat introligatorski Morkūnasa działał w latach 1575–1602 , natomiast produkcja wydawnicza jego oficyny jest potwierdzona dla lat 1592–1607. Morkūnas drukował książki w językach: litewskim, niemieckim, łacińskim i polskim . Wydał i rozpowszechnił w sumie 25 znanych książek, w tym pism religijnych luteranów i kalwinistów, polemicznych i politycznych oraz druków okolicznościowych . Jego oficyna należała do grupy domów wydawniczych związanych z mecenatem państwowym i kościelnym, działając jako jedna z drukarni Kościoła reformowanego (Jednoty Litewskiej).
Sześć lat po wydaniu w roku 1594 Postylli Mikołaja Reja w języku polskim, Morkūnas opublikował jej przekład na język litewski. Prawdopodobnie tekst był przez niego przetłumaczony  lub częściowo jego autorstwa, bądź też został przez niego opracowany. Postilla lietvwiszka, tátáy est Ižguldimás prástás ewángeliu ant kožnos nedelios ir szwentes per wisus metus, kurios págal buda sená bážnicžioy Diewá est skáitomos , nazywana najczęściej Postyllą Morkūnasa, była najobszerniejszą XVI-wieczną publikacją wydaną po litewsku na terenie Wielkiego Księstwa Litewskiego. Nakład sfinansowała żmudzka protektorka reformacji Sofija Vnučkienė (Zofia Wnuczkowa) . Pod względem stylistycznym postylla z roku 1600, której język prawdopodobnie jest odzwierciedleniem żywej mowy ówczesnych mieszkańców Wilna, nie dorównuje jednak wcześniejszej, autorstwa Daukšy.
Poza tłumaczeniem Postylli Reja na język litewski, Morkūnasowi przypisuje się autorstwo napisanego w języku polskim wiersza, który zachował się jako dodatek do poematu Andrzeja Rymszy Deketeros akroama, to jest Dziesięćroczne powieści wojennych spraw Oświeconego Książęcia i Pana, pana Krzysztofa Radziwiłła.